# Александър Шилие
Александър Шилие (на френски: Alexandre Chilier) е католически свещеник, успенец, допринесъл за развитието на образованието в България във втората половина на XIX век.

## Биография
Александър Шилие е роден на 10 октомври 1843 г. в град Ним, департамента Гар, Франция. Започва да учи в колежа на успенците в град Виган и от 1864 г. до 1866 г. е послушник при отец Иполит Согре. След това учи теология в родния си град. Монсеньор Плантиер го ръкополага за свещеник на 15 юни 1867 г.
По свое желание той заминава като мисионер на конгрегацията на Успенците в Пловдив. От 1867 до 1884 г. той работи в училище „Свети Андрей“, основано от Викторин Галабер. По време на Руско-турската война от 1877 – 1878, заедно със своите колеги оказват помощ за ранените, без разлика на националност или религия. След Освобождението е назначен за училищен инспектор в Пловдивско. 
През 1884 г. е основан колежът „Свети Августин“. Александър Шилие е неговият пръв директор. През 1885 г. е назначен за директор на католическото училище в Одрин. След смъртта на Викторин Галабер, отец Франсоа Пикар назначава Шилие за ръководител на мисията на Успенците в Ориента. През 1891 г. се връща в Пловдив и работи като преподавател във френския колеж и е негов директор за втори път до 1893 г. От 1897 г. до 1899 г. е директор на колежа „Свети Андрей“ във Варна и един от основателите на колежа „Свети Михаил“ в града.
Последната година от своя живот прекарва в Караагач предградие на Одрин, където умира на 25 юли 1900 г.